# هنری موهوت
الکساندر هنری موهوت (Alexandre Henri Mouhot) (زادهٔ ۱۵ می ۱۸۲۶ – درگذشتهٔ ۱۰ نوامبر ۱۸۶۱)، طبیعت‌گرا و کاوشگر فرانسوی میانه قرن نوزدهم میلادی بود. او در شهر مونتبلیر، شهرستان دو در نزدیک مرز سوئد به دنیا آمد، اما دوران کودکی خود را در روسیه و احتمالاً بخشی از آسیا گذراند. او در نزدیکی نافان، لائوس درگذشت. او بیشتر در ارتباط به آنگکور بیاد آورده می‌شود. مقبره موهوت درست خارج از بان فانوم در شرق لوآنگ پرابانگ قرار دارد.

## اوایل زندگی
او با برادر خود چارلز به سراسر اروپا سفر کرد و به یادگیری تکنیک‌های عکاسی که توسط لوئی داگر ابداع شده بود، پرداخت. در ۱۸۵۶ میلادی، وی خود را وقف آموزش علوم طبیعی کرد. هنگام خواندن کتاب «شاهی و مردم سیام» توسط سِر جان بورینگ در ۱۸۵۷ میلادی، موهوت تصمیم گرفت تا به هندوچین سفر نموده و یک سری اکتشافات گیاه‌شناختی را برای کلکسیون نمونه‌های جانورشناسی جدید انجام دهد. درخواست‌های اولیه وی توسط شرکت‌های فرانسوی و حکومت ناپلئون سوم رد گردید. انجمن شاهی جغرافیایی و انجمن جانورشناسی لندن از وی حمایت نمودند و او از طریق سنگاپور با کشتی راهی بانکوک شد.

## سفرهای اکتشافی
موهوت در ۱۸۵۸ میلادی چهار سفر از مقر خود در بانکوک به مناطق داخلی سیام، کامبوج و لائوس انجام داد. در جریان دورهٔ سه ساله قبل از مرگ خود، او با سختی‌های زیادی مواجه شده و با حیوانات وحشی زیادی مقابله کرد تا برخی اراضی قبلاً کشف نشده جنگل را اکتشاف نماید.
در نخستین سفر اکتشافی خود، او از آیوتایا، پایتخت پیشین کشور سیام (که اراضی قبلاً تأسیس شده بود) دیدن نمود و یک مجموعه گستردهٔ از حشره‌ها و همچنین تخم‌های زمینی و دریایی گردآوری نموده و به انگلستان فرستاد.
در ژانویه ۱۸۶۰، در پایان دومین و طولانی‌ترین سفر خود، او به آنگکور (که اراضی قبلاً تأسیس شده بود) رسید – منطقه‌ای که بیش از ۴۰۰ کیلومتر مربع مساحت را دربر گرفته و پر از مکان‌های باستانی شامل تراس‌ها، حوض‌ها، شهرهای خندقی، کاخ‌ها و معابد بود که مشهورترین آن معبد آنگکور وات بود. او جزئیات این بازدید خود را در سفرنامه‌اش نوشت که شامل سه هفته مشاهدات مفصل می‌شد. این سفرنامه‌ها بعداً در Voyage dans les royaumes de Siam, de Cambodge, de Laos گنجانده شده و پس از مرگ وی به چاپ رسید.

### آنگکور
از ماهوت اغلب به عنوان «کاشف» آنگکور یاد می‌گردد، این در حالی‌است که آنگکور هیچگاه ناپدید نشده بود – موقعیت و وجود تمامی مکان‌های آنگکور همیشه برای خَمرها معلوم بود و بازدیدکنندگان غربی زیادی از قرن شانزدهم میلادی به بعد از آن دیدن نموده بودند. موهوت در سفرنامه‌های خود تذکر می‌دهد که پدر چارلز ایملی بویلیواوکس که یک مبلغ مذهبی فرانسوی مقیم باتم‌بنگ بود، در آن زمان گفته بود که او و چند کاشف غربی دیگر حد اقل پنج سال قبل از موهوت از آنگکور وات و سایر معابد خمری دیدار نموده بودند. پدر بویلیواوکس گزارش سفر خود را در ۱۸۵۷ میلادی منتشر کرد: «سفر در هندوچین ۱۸۴۶ – ۱۸۴۸ میلادی، آنام و کامبوج». قبل از وی، یک تاجر پرتغالی دیوگو دو کوتو از آنگکور دیدار کرده و گزارش سفر خود را در حدود ۱۵۵۰ میلادی نوشته بود، کشیش پرتغالی آنتونیو دا ماگدالینا نیز در مورد سفر خود به آنگکور وات در ۱۵۸۶ میلادی نوشته بود. هرچند، این موهوت بود که آنگکور را در غرب معروف نمود.
شاید هیچ‌یک از بازدیدکنندگان غربی پیشین به اندازه موهوت به‌طور مهیج در مورد انگکور نه نوشته بود، او همچنین رسم‌های جالب و مفصلی را در نوشته‌اش شامل ساخت. در سفرنامه‌ای که پس از مرگ وی به نشر رسید «سفرها در سیام، کامبوج و لوئاس»، موهوت آنگکور را با اهرام مصر مقایسه نمود، چون در آن زمان اهرام مصر در غرب مشهور بود و مبانی تمامی تمدن‌ها را به شرق میانه منتسب می‌نمود. به عنوان مثال، او سرهای بودا در دروازه آنگکور تام را به عنوان «چهار سر سترگ به سبک مصری» توصیف نموده و در مورد آنگکور نوشت:
«یکی از این معابد – که می‌تواند حریف معبد سلیمان شود و توسط برخی میکل‌آنژهای باستانی بلند شده‌است – ممکن است جایگاهی بسیار مفتخری در پهلوی برخی از زیباترین ساختمان‌های ما داشته باشد. این معبد از آنچه یونان و روم برای ما بجا گذاشته بزرگتر است، اما بیانگر داستان غمگین‌انگیز از یک حالت بربریت است که ملت در آن فرورفته است».
موهوت همچنین نوشت:
«در آنگکور… خرابه‌های از این شکوه و عظمت… وجود دارد که انسان در نخستین دایدار به‌طور عمیقی آنرا می‌ستاید، اما نمی‌تواند مانع خود شود تا این پرسش را مطرح کند که چه بلای بر سر این نژاد قدرت‌مند، بسیار متمدن، واقعاً روشن و سازندگان این کارهای غول‌آسا آمده‌است؟»
این چنین پرسش‌ها ممکن است باعث افزون شدن این درک نادرست شده باشد که موهوت خرابه‌های متروک یک تمدن ناپدیدشده را کشف کرده‌است. انجمن شاهی جغرافیایی و انجمن جانورشناسی لندن که هر دو مشتاق اعلام کردن یافته‌های جدید بودند، به نظر می‌رسد که در ترویج این شایعات که موهوت – کسی که آنها از وی حمایت مالی نموده بودند تا کوه‌ها و دریاها را نقاشی نموده و گونه‌های جدید را فهرست بندی نماید – آنگکور را کشف نموده بود. موهوت خود به‌طور نادرست ادعا نموده بود که آنگکور اثر یک تمدن قدیمی‌تر از خمرها بود. هرچند، همان تمدنی که آنگکور را ساخته بود در قید حیات بسر می‌برد و در پیش چشمان او قرار داشت، اما او آنها را در یک «وضعیت بربریت» تلقی نموده و نتوانست باور کند که آنها به این حد متمدن یا روشن بوده باشند تا آنگکور را بسازند. او فرض را برین گذاشت که بانی‌های این چنین یک ساختمان باشکوه یک نژاد گم‌شده بوده و به‌طور نادرست قدمت آنگکور را به بیش از دو هزاره و تقریباً هم‌عصر با روم، نسبت داد. تاریخچه واقعی آنگکور وات بعدتر با بهم پیوند دادن مطالبی از کتاب گمرکات کامبوج اثر فرستاده تیمورخان، ژو داگوان به کامبوج از ۱۲۹۵ تا ۱۲۹۶ میلادی و همچنین با مطالعه مدارک سبکی و کتبیه‌شناختی که در جریان پاک‌سازی و مرمت کامل سایت آنگکور گردآوری گردید، به‌دست آمده‌است. حالا معلوم شده‌است که قدمت حیات آنگکور به اوایل قرن نهم تا اوایل قرن پانزدهم میلادی بر می‌گردد.

## استعمارگرایی
برخی‌ها مدعی می‌شوند که موهوت ممکن است ابزاری برای توسعه‌طلبی فرانسه و ضمیمه سازی این اراضی مدت کوتاهی پس از مرگ وی باشد. با این حال، موهوت خود ظاهراً یک استعمارگرای متعهد به نظر نمی‌رسید، بلکه حتی گاهی او تأثیر و سودمندی استعمار اروپایی را به چالش می‌کشید:
«آیا پیشروی ملت‌های اروپا بسوی شرق، با معرفی موهبت‌های از تمدن ما به این سرزمین، منتج به سودمندی آنها خواهد شد؟ یا اینکه، ما به عنوان ابزار کورکورانه جاه‌طلبی بی‌حد و مرز، همانند مصیبت به اینجا بیایم و به بدبختی فعلی آنها بافزاییم».

## مرگ و میراث
موهوت در جریان چهارمین سفر اکتشافی خود، بر اثر بیماری مالاریا در جنگل‌های لائوس درگذشت. او در این هنگام مشغول بازدید از لوآنگ پرابانگ پایتخت شاهی لان زانگ بود، لان زانگ یکی از سه پادشاهی بود که درنهایت این سه پادشاهی باهم مدغم شده و تحت رهبری یک پادشاه، لائوس امروزی را شکل دادند.